# Фаркадон
Фаркадон (на гръцки: Φαρκαδών) е името на древен град в Антична Тесалия. Намирал се е до днешна Фаркадона, на устието на Енипей в Пеней.
През 200 г. пр.н.е. по време на Втората македонска война, войните атаманци на Аминандър и съюзените с тях от етолийци, като съюзници на римляните установяват техния лагер в града, за да ограбват плодородната тесалийска равнина. Филип V Македонски ги атакува и обръща в бягство. 

Страбон указва, че Фаркадон се намира на левия бряг на река Пеней по пътя от Трика и Пелина към Атра и Лариса. 